# Senegalia nigrescens
Senegalia nigrescens (Oliv.) P.J.H.Hurter, 2008 è una pianta della famiglia delle Fabaceae endemica dell'Africa.

## Distribuzione e habitat
La specie è presente in Angola, Botswana, Malawi, Mozambico, Namibia, Sudafrica, Swaziland, Tanzania, Zambia e Zimbabwe.